# دی اوکس (کالیفرنیا)
دی اوکس (به انگلیسی: The Oaks) یک منطقهٔ مسکونی در ایالات متحده آمریکا است که در شهرستان نوادا، کالیفرنیا واقع شده‌است. دی اوکس در ۱ مایلی غرب گراس والی قرار دارد. دی اوکس ۷۷۷ متر بالاتر از سطح دریا واقع شده‌است.